# Constellations
Constellations è il terzo Album studio registrato dalla band Metalcore August Burns Red. L'album è stato pubblicato il giorno 14 luglio 2009 sotto l'etichetta Solid State Records.
L'album ha debuttato alla posizione 24 della Billboard 200, vendendo circa 20 400 copie nella prima settimana. L'album prevedeva inoltre un disco 7 pollici in vinile come edizione bonus se preordinato tramite uno speciale rivenditore. Il vinile conteneva una versione alternativa della canzone Indonesia (7 traccia dell'album) e la cover di Linoleum del celebre gruppo punk dei NOFX.

## Tracce
1. Thirty and Seven – 3:18
2. Existence – 3:53
3. Ocean of Apathy – 3:56
4. White Washed – 3:45
5. Marianas Trench – 4:17
6. The Escape Artist – 3:57
7. Indonesia (feat. Tommy Giles Rogers) – 3:33
8. Paradox – 3:18
9. Meridian – 5:58
10. Rationalist – 2:38
11. Meddler – 3:52
12. Crusades – 5:10

Tracce bonus nell'edizione LP
1. Indonesia (alternative version)
2. Linoleum ( NOFX cover )

## Formazione
- Jake Luhrs – voce
- JB Brubaker – chitarra
- Brent Rambler – chitarra ritmica
- Dustin Davidson – basso
- Matt Greiner – batteria